# Chauliops rutherfordi
Chauliops rutherfordi är en insektsart som beskrevs av William Lucas Distant 1904. Chauliops rutherfordi ingår i släktet Chauliops och familjen Malcidae. Inga underarter finns listade i Catalogue of Life.